# Transuranowce
Transuranowce – pierwiastki promieniotwórcze położone w układzie okresowym pierwiastków za uranem, tj. o liczbach atomowych większych niż 92. Należą do nich:
- aktynowce o liczbach atomowych od 93 do 103,
- transaktynowce, o liczbach atomowych powyżej 103.

## Charakterystyka i zastosowania
Ciężkie aktynowce są metalami o srebrzystej barwie, aktywnymi chemicznie. Występują głównie na stopniu utlenienia 3. Nie występują one w przyrodzie (oprócz niewielkich ilości neptunu i plutonu), większość z nich została otrzymana na drodze reakcji jądrowych. Niektóre zostały wykryte także w opadzie promieniotwórczym po wybuchu bomby atomowej. Od lat 60. XX wieku uzyskiwane i badane są także cięższe transaktynowce, nazywane też pierwiastkami superciężkimi.
Największe zastosowanie wśród transuranowców ma pluton, używany jako paliwo jądrowe i materiał rozszczepialny w broni jądrowej. Pewne zastosowanie znajduje również ameryk, używany w czujnikach dymu jako źródło cząstek alfa. Większość transuranowców, ze względu na krótki czas połowicznego rozpadu i trudność otrzymania, zapewne nigdy nie znajdzie zastosowania poza badaniami podstawowymi.

## Badania
Badania nad produkcją oraz właściwościami fizycznymi i chemicznymi transuranowców prowadzą głównie:
- Lawrence Berkeley National Laboratory przy Uniwersytecie w Berkeley w Kalifornii w Stanach Zjednoczonych,
- Zjednoczony Instytut Badań Jądrowych w Dubnej w Rosji,
- Instytut Badań Ciężkich Jonów w Darmstadt w Hesji w Niemczech.

## Lista znanych transuranowców
| Liczba atomowa                   | Nazwa pierwiastka | Symbol pierwiastka | Rok odkrycia | Liczba masowa najbardziej stabilnego izotopu |
| -------------------------------- | ----------------- | ------------------ | ------------ | -------------------------------------------- |
| Transuranowce z grupy aktynowców |                   |                    |              |                                              |
| 93                               | neptun            | Np                 | 1940         | 237                                          |
| 94                               | pluton            | Pu                 | 1940/41      | 244                                          |
| 95                               | ameryk            | Am                 | 1944         | 243                                          |
| 96                               | kiur              | Cm                 | 1944         | 247                                          |
| 97                               | berkel            | Bk                 | 1949         | 247                                          |
| 98                               | kaliforn          | Cf                 | 1950         | 251                                          |
| 99                               | einstein          | Es                 | 1952         | 252                                          |
| 100                              | ferm              | Fm                 | 1952         | 257                                          |
| 101                              | mendelew          | Md                 | 1955         | 258                                          |
| 102                              | nobel             | No                 | 1958         | 259                                          |
| Transaktynowce                   |                   |                    |              |                                              |
| 103                              | lorens            | Lr                 | 1961         | 262                                          |
| 104                              | rutherford        | Rf                 | 1968         | 267                                          |
| 105                              | dubn              | Db                 | 1970         | 268                                          |
| 106                              | seaborg           | Sg                 | 1974         | 271                                          |
| 107                              | bohr              | Bh                 | 1981         | 270                                          |
| 108                              | has               | Hs                 | 1984         | 277                                          |
| 109                              | meitner           | Mt                 | 1982         | 276                                          |
| 110                              | darmsztadt        | Ds                 | 1994         | 281                                          |
| 111                              | roentgen          | Rg                 | 1994         | 280                                          |
| 112                              | kopernik          | Cn                 | 1996         | 285                                          |
| 113                              | nihon             | Nh                 | 2003         | 284                                          |
| 114                              | flerow            | Fl                 | 1999         | 289                                          |
| 115                              | moskow            | Mc                 | 2003         | 288                                          |
| 116                              | liwermor          | Lv                 | 2000         | 293                                          |
| 117                              | tenes             | Ts                 | 2009         | 294                                          |
| 118                              | oganeson          | Og                 | 2002         | 294                                          |